# Henry Schroeder
Henry W. S. Schroeder (* 1963 in Prenzlau) ist ein deutscher Neurochirurg. Er studierte und promovierte an der Ernst-Moritz-Arndt-Universität Greifswald, absolvierte dort seine Zeit als Assistenzarzt und Oberarzt und habilitierte sich 2001. Nach zwei Jahren als kommissarischer Leiter der Neurochirurgie in Greifswald ist er seit 2005 Universitätsprofessor und Direktor der Klinik und Poliklinik für Neurochirurgie der Universitätsmedizin Greifswald.
Sein Hauptinteresse gilt der Neuroendoskopie.
Er ist Mitglied der Deutschen Gesellschaft für Neurochirurgie, des Congress of Neurological Surgeons und der American Association of Neurological Surgeons.

## Schriften
- Neuroendoskopische Therapie von Arachnoidalzysten, intraventrikulären Prozessen und Aquäduktstenosen. Habilitation. Ernst-Moritz-Arndt-Universität Greifswald, 2001.
- mit Michael R. Gaab: Neuroendoscopic approach to intraventricular lesions. In: Journal of Neurosurgery. 88, 1998.  doi:10.3171/jns.1998.88.3.0496
- mit Wulf-Rüdiger Niendorf und Michael R. Gaab: Complications of endoscopic third ventriculostomy. In: Journal of Neurosurgery. 96, 2002.  doi:10.3171/jns.2002.96.6.1032
- mit Michael R. Gaab und Wulf-Rüdiger Niendorf: Neuroendoscopic approach to arachnoid cysts. In: Journal of Neurosurgery. 85, 1996.  doi:10.3171/jns.1996.85.2.0293
- mit M. R. Gaab: Nervenkompressionssyndrome. In: Pschyrembel, Wörterbuch der Therapie. 2. Auflage. de Gruyter, Berlin / New York 2001, S. 610–612.
- mit W. Wagner, W. Tschiltschke und M. R. Gaab: Frameless Neuronavigation in Intracranial Endoscopic Neurosurgery. In: J Neurosurg. 94, 2001, S. 72–79.
- mit M. R. Gaab: Minimal invasive Chirurgie: Aktuelle Entwicklungen aus der Sicht des Neurochirurgen. In: MedReview. 2, 2001, S. 12–13.
- mit S. Vogelgesang, E. Schroeder, U. Runge, M. R. Gaab, J. Piek, I. Casrcorbi, W. Siegmund, C. Keil, H. K. Kroemer und R. W. Warzok: Expression of p-lycoproterin in medically intractable epilepsy. In: Acta Neuropathol. 102, 2001, S. 545